# Портрет Ивана Ивановича Дибича
«Портрет Ивана Ивановича Дибича» — картина Джорджа Доу и его мастерской из Военной галереи Зимнего дворца.
Картина представляет собой погрудный портрет генерал-лейтенанта барона Ивана Ивановича Дибича из состава Военной галереи Зимнего дворца.
С начала Отечественной войны 1812 года полковник Дибич занимал должность обер-квартирмейстера 1-го отдельного пехотного корпуса, за отличие в Первом сражении под Полоцком произведён в генерал-майоры, далее он отличился во Втором сражении под Полоцком, при Смолянах и на Березине. В декабре 1812 года подписал с прусским генералом Йорком Таурогенскую конвенцию, благодаря которой прусские войска объявлялись нейтральными, а сама Пруссия вскоре присоединилась к антинаполеоновской коалиции. В Заграничных походах 1813—1814 годов также был во многих сражениях, отличился в Кульмском бою, за Битву народов получил чин генерал-лейтенанта и его последним боевым отличием в Наполеоновских войнах было участие во взятии Парижа.
Изображён в генерал-адъютантском мундире, введённом в 1815 году, на эполетах вензель императора Александра I. Слева на груди генерал-адъютантский аксельбант; на шее кресты ордена Св. Георгия 3-го класса, прусского ордена Пур ле мерит; по борту мундира кресты австрийского ордена Леопольда и прусского ордена Красного орла 2-й степени; справа на груди серебряная медаль «В память Отечественной войны 1812 года» на Андреевской ленте, бронзовая дворянская медаль «В память Отечественной войны 1812 года» на Владимирской ленте, крест австрийского Военного ордена Марии Терезии 3-й степени, звёзды орденов Св. Александра Невского и Св. Владимира 1-й степени, Кульмский крест. Подпись на раме: Барон И. И. Дибичъ 2й, Генералъ Лейтенантъ.
Несмотря на то, что 7 августа 1820 года Комитетом Главного штаба по аттестации барон Дибич был включён в список «генералов, служба которых не принадлежит до рассмотрения Комитета», решение о написании его портрета было принято ранее, поскольку гонорар Доу был выплачен 24 марта и 30 июня 1820 года. Готовый портрет был принят в Эрмитаж 7 сентября 1825 года. Поскольку 12 октября 1821 года Дибич был награждён орденом Св. Владимира 1-й степени, который имеется на портрете, то галерейный портрет был выполнен после этой даты.
Советский историк и искусствовед В. М. Глинка отмечал, что «портрет Дибича в галерее передаёт его наружность в крайне смягчённом и приукрашенном виде».
В 1823 году в Лондоне фирмой Messrs Colnaghi по заказу петербургского книготорговца С. Флорана была напечатана датированная гравюра Томаса Райта, снятая с галерейного портрета; в следующем году был выпущен новый тираж этой гравюры с указанием даты 1 мая 1824 года. Один из сохранившихся отпечатков гравюры варианта 1824 года также имеется в собрании Эрмитажа (китайская бумага, гравюра пунктиром, 66,5 × 49,7 см, инвентарный № ЭРГ-266). А. А. Подмазо ошибочно счёл, что на этой гравюре изображён крест ордена Св. Владимира 2-й степени (в действительности на гравюре этого креста нет); а поскольку гонорар Доу был выплачен в 1820 году, то он сделал вывод, что существовал более ранний по отношению к галерейному вариант портрета, современное местонахождение которого неизвестно.
В фондах музея-заповедника Царское село хранится портрет Дибича, полностью композиционно повторяющий портрет из Военной галереи и приписываемый Доу. Дибич на нём изображён с орденом Св. Георгия 2-го класса, которым он был награждён 9 июня 1829 года. Однако сам Доу в мае того года уехал в Варшаву, а оттуда в Лондон, где осенью скончался и, соответственно, написать этот портрет не мог. А. А. Подмазо высказал предположение, что портрет этот был написан либо бывшим помощником Доу В. А. Голике, либо его зятем Томасом Райтом.
Этот портрет (равно как и галерейный) послужил прототипом для множества существенно отличающихся между собой гравюр, частично они описаны Д. А. Ровинским, причём Ровинский не знал о существовании царскосельского портрета и все эти гравюры считал снятыми на основании галерейного варианта. Например, на одной из гравюр Дибич изображён в генеральском вицмундире со знаками ордена Св. Георгия 1-го класса (награждён 12 сентября 1829 года), звездой ордена Св. Андрея Первозванного (награждён 28 августа 1828 года) и без аксельбанта и императорского вензеля на эполетах; раскрашенный акварелью вариант гравюры имеется в собрании Эрмитажа (бумага, гравюра пунктиром, акварель, 56 × 39,7 см, инвентарный № ЭРГ 274).
На другой гравюре Дибич изображён с чрезплечной Георгиевской лентой и в общегенеральском мундире образца 1814—1817 годов, без аксельбанта и императорского вензеля на эполетах. Эта гравюра также имеется в собрании Эрмитажа (бумага, гравюра резцом и пунктиром, 49,5 × 36,3 см, инвентарный № ЭРГ-269).
В собрании музея-панорамы «Бородинская битва» есть третий вариант гравюры, приписываемый Томасу Райту (со знаком вопроса) и вероятно исполненный в Лондоне. Этот вариант раскрашен: здесь Дибич изображён по пояс в общегенеральском мундире, но с генерал-адъютантским аксельбантом и вензелем Александра I на эполетах; через плечо переброшена Андреевская лента, из-под которой виднеется Георгиевская лента, на лентах сбоку на поясе кресты орденов Св. Георгия 1-го класса и Св. Владимира 1-й степени (бумага, гравюра неизвестной техники, 26 × 20,5 см, инвентарный № Г-170).
Существуют и другие гравированные варианты галерейного и царскосельского портретов Дибича в исполнении разных художников.
- Гравюра Т. Райта из Эрмитажа
- Гравюра Т. Райта из Бородинской панорамы
- Гравюра с чрезплечной Георгиевской лентой
- Раскрашенная гравюра из Эрмитажа. Дибич изображён в вицмундире (без шитья на воротнике)